# Backsteinbauwerke der Gotik in Norwegen
▶ Backsteinbauwerke der Gotik – Übersicht
In Norwegen war die Verwendung von Backstein als Baumaterial in der Zeit der Gotik und auch in der frühen Neuzeit weit geringer als im übrigen nördlichen Europa.

## Liste
| Ort       | Bauwerk                                  | Bauzeit             | Anmerkungen | Foto                    |
| --------- | ---------------------------------------- | ------------------- | --- | ----------------------- |
| Bergen    | Erkebispegården (Erzbischofspalast)      |                     | unter und neben der Nykirke ergraben, sichtbar in öffentlich zugänglichem Raum unter der Terrasse neben der Kirche | kein Foto in WM Commons |
| Oslo      | Olavskloster (CC)                        | 1239 – Anf. 13. Jh. | Kellergewölbe dieses ehemaligen Bischofspalastes                                                                   |                         |
| Trondheim | Erkebispegården (Erzbischofspalast) (CC) | got. Ausbau 14. Jh. | - Backsteinportal des sog. Veksthus („Gewächshaus“) - Gewölbe der Bäckerei                                         |                         |

## Karte

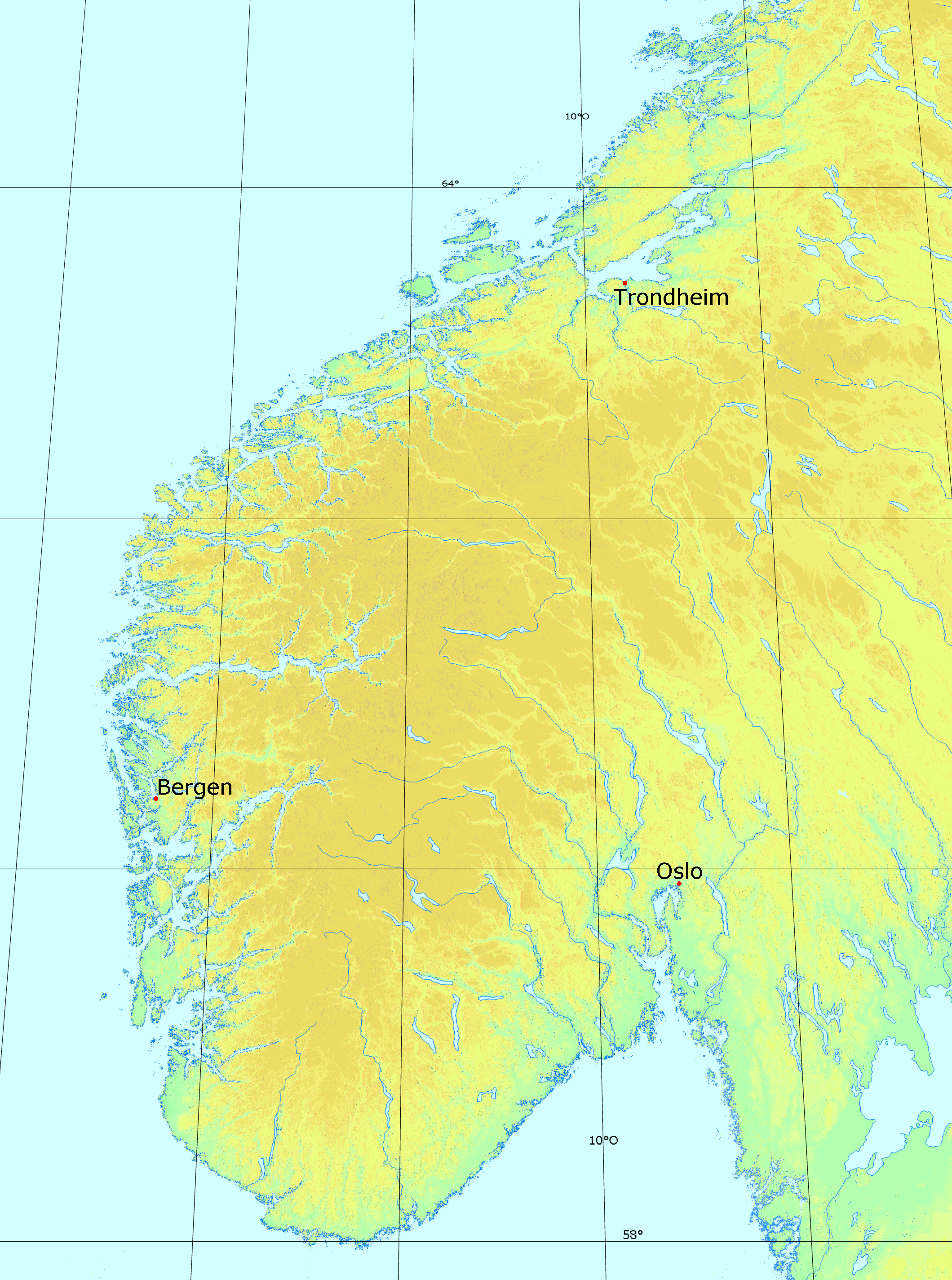
Orte mit mittelalterlichem Backstein in Norwegen